# Composé onium
En chimie, un composé onium, ou ion onium, est un cation, formellement obtenu par protonation d'un hydrure mononucléaire d'un élément du groupe des pnictogènes (groupe 15 de la classification périodique), des chalcogènes (groupe 16) ou des halogènes (groupe 17). L'ion onium connu depuis le plus longtemps, qui donne son nom à cette classe est l'ion ammonium NH4+, le dérivé protoné de l'ammoniac NH3,.
Le mot onium est aussi utilisé pour les cations qui résulteraient de la substitution dans ces ions des atomes d'hydrogène par d'autres groupes, tels que des radicaux organiques ou des halogènes, comme le tétraphénylphosphonium (C6H5)4P+. Les groupes substituants peuvent être di- ou trivalents, pouvant mener à des ions comme l'iminium et le nitrilium,.
Les ions onium ont une charge de +1. Une molécule comprenant de multiples ions onium comme sous-groupes sont appelés ion double onium, ions triple onium, et ainsi de suite. Les composés d'un cation onium et d'un anion sont appelés sels d'onium.
Les composés onium sont des analogues inversés des complexes ate. Les bases de Lewis forment des ions onium lorsque l'atome central gagne une ou plusieurs liaisons et devient un cation. Les acides de Lewis forment des ions -ate lorsque leur atome central gagne une ou plusieurs liaisons, et devient un anion.

## Cations onium simples (hydrures sans substitution)

### Cations onium du groupe 15 (pnictogènes)
- ammonium, (IUPAC : azanium) NH4+ (forme protonée de l'ammoniac — azane)
- phosphonium, PH4+ (forme protonée de la phosphine)
- arsonium, AsH4+ (forme protonée de l'arsine)
- stibonium, SbH4+ (forme protonée de la stibine)
- bismuthonium, BiH4+ (forme protonée de la bismuthine)

### Cations onium du groupe 16 (chalcogènes)
- oxonium, plus connu sous le nom d'hydronium, H3O+ (forme protonée de l'eau)
- sulfonium, H3S+ (forme protonée du sulfure d'hydrogène)
- sélénonium, H3Se+ (forme protonée du séléniure d'hydrogène)
- telluronium, H3Te+ (forme protonée du tellurure d'hydrogène)

### Cations onium du groupe 17 (halogènes),ions halonium,H2X+(forme protonée deshalogénures d'hydrogène)
- fluoronium, H2F+ (forme protonée du fluorure d'hydrogène)
- chloronium, H2Cl+ (forme protonée du chlorure d'hydrogène)
- bromonium, H2Br+ (forme protonée du bromure d'hydrogène)
- iodonium, H2I+ (forme protonée de l'iodure d'hydrogène)

#### Cations oniumpseudohalogènes
- aminodiazonium, H2N3+ (forme protonée de l'azoture d'hydrogène)
- hydrocyanonium, H2CN+ (forme protonée du cyanure d'hydrogène)

### Cations onium du groupe 14 (groupe du carbone)
- méthanium, CH5+ (forme protonée du méthane, parfois appelé méthonium, mais ce terme a de multiples définitions ; ne doit pas être appelé « carbonium »[4]. Abondant dans l'espace.)
- Cations alkynium suivants, CnH(2n+3)+
  - éthanium, C2H7+ (éthane protoné)
  - propanium, C3H9+ (propane protoné sur un carbone non-spécifié)
    - propylium, ou propan-1-ylium (propane protoné sur un carbone terminal)
    - propan-2-ylium (propane protoné sur le carbone 2)

  - butanium, C4H11+ (butane protoné sur un carbone non-spécifié)
    - n-butanium (n-butane protoné sur un carbone non-spécifié)
      - n-butylium, or n-butan-1-ylium (n-butane protoné sur un carbone terminal)
      - n-butan-2-ylium (n-butane protoné sur un carbone du milieu)

    - isobutanium (isobutane protoné sur un carbone non-spécifié)
      - isobutylium, or isobutan-1-ylium (isobutane protoné sur un carbone terminal)
      - isobutan-2-ylium (isobutane protoné sur un carbone du milieu)

  - octonium, C8H19+ (octane protoné)
- silanium (parfois appelé silonium), SiH5+ (silane protoné, ne doit pas être appelé « siliconium »[5]).
- Cations silanium suivants, SinH(2n+3)+
  - disilanium, Si2H7+ (disilane protoné)
- germonium, GeH5+ (germane protoné)
- stannonium, SnH3+ (SnH2 protoné ; n'est pas le stannane SnH4 protoné)
- plombonium, PbH3+ (PbH2 protoné)

### Cations onium dugroupe 13(groupe du bore)
- cations boronium, BH3+, BH4+, BH5+, BH6+ (boranes protonés)

### Cations onium de l'hydrogène
- hydrogénonium, plus connu sous le nom de cation trihydrogène, H3+ (forme protonée du dihydrogène, abondant dans l'espace).

### Cations onium du groupe 18 (gaz nobles)
- hydrohélium, plus connu sous le nom d'hydrure d'hélium, HeH+ (forme protonée de l'hélium, abondant dans l'espace).
- kryptonium, KrH+ (krypton protoné)
- xénonium, XeH+ (xénon protoné)

## Cations onium avec substitutions monovalentes
- cations ammoniums primaires, RH3N+ ou RNH3+ (amines primaires protonées)
  - hydroxylammonium, NH3OH+ (hydroxylamine protonée)
  - méthylammonium, CH3NH3+ (méthylamine protonée)
  - éthylammonium, C2H5NH3+ (éthylamine protonée)
  - hydrazinium, ou diazanium, NH2NH3+ (hydrazine protonée, c.à.d. diazane)

- cations ammoniums secondaires, R2NH2+ (amines secondaires protonées)
  - diméthylammonium (parfois diméthylaminium), (CH3)2NH2+ (diméthylamine protonée)
  - diéthylammonium (parfois diethylaminium), (C2H5)2NH2+ (diéthylamine protonée)
  - éthylméthylammonium, C2H5CH3NH2+ (éthylméthylamine protonée)
  - diéthanolammonium (parfois diéthanolaminium), (C2H4OH)2NH2+ (diéthanolamine protonée)

- cations ammoniums tertiaires, R3NH+ (amines tertiaires protonées)
  - triméthylammonium (CH3)3NH+ (triméthylamine protonée)
  - triéthylammonium (C2H5)3NH+ (triéthylamine protonée)

- cations ammoniums quaternaires, R4N+ ou NR4+
  - tétraméthylammonium, (CH3)4N+
  - tétraéthylammonium, (C2H5)4N+
  - tétrapropylammonium, (C3H7)4N+
  - tétrabutylammonium, (C4H9)4N+ or abbreviated Bu4N+
  - composés triméthylammonium, (CH3)3RN+
  - didécyldiméthylammonium, (C10H21)2(CH3)2N+
  - pentaméthylhydrazinium, N(CH3)2N(CH3)3+

- cations phosphoniums quaternaires, R4P+ ou PR4+
  - tétraphénylphosphonium, (C6H5)4P+

- cations sulfoniums secondaires, R2SH+ (sulfures protonés)
  - diméthylsulfonium, (CH3)2SH+ (sulfure de diméthyle protoné)

- cations sulfoniums tertiaires, R3S+
  - triméthylsulfonium, (CH3)3S+

- cations fluoroniums secondaires, R2F+
  - dichlorofluoronium, Cl2F+

## Cations onium avec substitutions polyvalentes
- cations ammoniums secondaires avec une substitution à liaison double, R=NH2+
  - diazénium, HN=NH2+ (diazène protoné)

- cations ammoniums quaternaires avec une substitution à liaison double et deux à liaison simple, R=NR2+
  - iminium, R2C=NR2+ (imine substituée protonée)
  - diazénium, RN=NR2+ (diazène substitué protoné)

- cations ammoniums quaternaires avec deux substitutions à liaison double, R=N=R+
  - nitronium, NO2+
  - bis(triphénylphosphine)iminium, ((C6H5)3P)2N+

- cations ammoniums tertiaires avec une substitution à liaison triple, R≡NH+
  - nitrilium, RC≡NH+ (nitrile protoné)
  - diazonium, N≡NH+ (diazote protoné)

- cations ammoniums tertiaires avec deux substitution à liaison double partielle, R=-NH+=-R
  - pyridinium, C5H5NH+ (pyridine protonée)

- cations ammoniums quaternaires avec une substitution à liaison triple et une à liaison simple, R≡NR+
  - diazonium, N≡NR+ (diazote substitué protoné)
  - nitrilium, RC≡NR+ (nitrile substitué protoné)

- cations oxoniums tertiaires avec une substitution à liaison triple, R≡O+
  - nitrosonium, N≡O+
  - acylium, R-C≡O+

- cations oxoniums tertiaires avec deux substitution à liaison double partielle, R=-O+=-R
  - pyrylium, C5H5O+

- cations sulfoniums tertiaires avec une substitution à liaison triple, R≡S+
  - thionitrosyl, N≡S+

## Dications double-onium
- dication hydrazinium, +H3NNH3+ (hydrazine doublement protonée)
- dication diazénium, +H2N=NH2+ (diazène doublement protoné)
- dication diazonium, +HN≡NH+ (diazote doublement protoné)

## Cations onium inhabituels
- Borénium, R2B+ (borylènes protonés)
- Carbénium, R3C+ (carbènes protonés)
  - Méthénium, H3C+ (méthylène protoné)
- Silylium, R3Si+ (silylènes protoné)
- Nitrénium, R2N+ (nitrènes protoné)
- Mercurinium, R3Hg+ (composé organomercuriel protoné ; intermédiaire dans les réactions d'oxymercuration)